# 레슬콘
레슬콘(WrestleCon)은 디지털 프로레슬링 판매업체인 하이스팟츠가 2013년부터 매년 봄마다 개최하는 프로레슬링 동인 행사이다. 이 행사에는 초청 선수, 질의응답 시간, 라이브 경기가 포함된다.
전통적으로 레슬콘은 WWE의 간판 행사이며 연간 가장 큰 레슬링 이벤트로 여겨지는 레슬매니아 주말에 개최 도시 또는 그 근처에서 열린다.

## 역사 및 구성
제1회 레슬콘은 하이스팟츠와 WWNLive.com의 협력으로 레슬매니아 29 주말 동안인 2013년 4월 5일부터 7일까지 뉴저지주 세코커스의 미도랜드 엑스포 센터에서 개최되었다. 이 컨벤션에는 브루노 삼마르티노, 폴 온돌프, 데몰리션, 티토 산타나, 아이언 쉬크 등이 출연했다. 또한 5개 프로모션 - 이볼브, 컴뱃 존 레슬링, 쉬머, 치카라, 그리고 드래곤 게이트 USA의 라이브 레슬링 경기도 선보였다.
2014년 레슬콘은 루이지애나주 뉴올리언스의 더 슈가 밀에서 열렸으며, 빌 골드버그, 로디 파이퍼, 에지, 그리고 브렛 하트와 짐 나이드하트가 하트 파운데이션으로 함께 출연했다. WWNLive와 그 계열 프로모션들은 2014년 레슬콘에 참여하지 않았으며, 컨벤션의 라이브 레슬링 부분은 케빈 스틴, 제프 재럿, 콜드 카바나, 크리스 히어로, 드루 굴락, 다나카 마사토, 더 석 미 크루 등이 헤드라인을 장식한 제1회 레슬콘 슈퍼쇼였다.
2018년부터 연례 레슬콘 슈퍼쇼는 하이스팟츠의 DVD 제작을 도왔던 예술가이자 레슬링 팬인 마크 히치콕을 기리기 위해 마크 히치콕 메모리얼 슈퍼쇼로 이름이 변경되었다.
원래 4월 2일부터 5일까지 예정되었던 2020년 행사는 코로나19 범유행으로 인해 취소되었다.
코로나19 범유행이 지속되면서 2021년 레슬콘은 개최되지 않았다. 2022년 레슬매니아 38 주말에 다시 열렸다.
2022년, 임팩트 레슬링 (이후 과거 브랜드인 Total Nonstop Action Wrestling으로 복귀)은 레슬콘의 일환으로 이벤트를 홍보하기 시작했으며, 다른 프로모션들과 협력하여 "멀티버스" 쇼를 제작했다.

## 레슬콘의 일부로 개최된 기타 이벤트

### 2013년
| 이벤트                           | 프로모션               | 날짜    | 도시     | 장소                 | 메인 이벤트                                                                                           | 참고                               |
| -------------------------------- | ---------------------- | ------- | -------- | -------------------- | --- | ---------------------------------- |
| EVOLVE 19: Crowning The Champion | Evolve Wrestling       | 4월 5일 | 세코커스 | 메도랜드 엑스포 센터 | | WWNLive.com에서 실시간 스트리밍    |
| CZW at Wrestlecon                | 컴뱃 존 레슬링         | 4월 5일 | 세코커스 | 메도랜드 엑스포 센터 | 마사다 (c) 대 카사이 준 (월드 글래스, 바브 와이어 및 거싯 플레이트 데스매치) CZW 월드 헤비급 챔피언십 | RFVideoNow.com에서 실시간 스트리밍 |
| SHIMMER Volume 53                | SHIMMER Women Athletes | 4월 6일 | 세코커스 | 메도랜드 엑스포 센터 | 사라야 나이트 (c) 대 치어리더 멜리사 (스틸 케이지 매치) SHIMMER 챔피언십                              | WWNLive.com에서 실시간 스트리밍    |
| Chikara Shoulder of Pallas       | 치카라                 | 4월 6일 | 세코커스 | 메도랜드 엑스포 센터 | 쥬신 썬더 라이거와 마이크 쾌큰부시 대 직쏘와 더 샤드                                                  | 나중에 DVD로 출시                  |
| DGUSA 오픈 더 얼티밋 게이트      | 드래곤 게이트 USA      | 4월 6일 | 세코커스 | 메도랜드 엑스포 센터 | 자니 가르가노 (c) 대 신고 오픈 더 프리덤 게이트 챔피언십                                              | WWNLive.com에서 실시간 스트리밍    |
| DGUSA 머큐리 라이징              | 드래곤 게이트 USA      | 4월 7일 | 세코커스 | 메도랜드 엑스포 센터 | 신고 대 토자와 아키라                                                                                 | WWNLive.com에서 실시간 스트리밍    |
| (c) – 경기 전 챔피언을 나타냄    |                        |         |          |                      | |                                    |

## 슈퍼쇼 이벤트
| 이벤트                             | 날짜            | 도시                  | 장소                         | 메인 이벤트 |
| ---------------------------------- | --------------- | --------------------- | ---------------------------- | --- |
| 레슬콘 슈퍼쇼 (2014)               | 2014년 4월 5일  | 뉴올리언스            | 더 슈가 밀                   | 마사다가 D. J. 하이드를 꺾다                                                                                         |
| 레슬콘 슈퍼쇼 (2015)               | 2015년 3월 28일 | 산호세 (캘리포니아주) | 산호세 국제공항 호텔         | 랍 밴 담과 사부가 더 하디 보이즈 (맷 하디와 제프 하디)를 무효 경기 태그팀 경기에서 꺾다                              |
| 레슬콘 슈퍼쇼 (2016)               | 2016년 4월 2일  | 댈러스                | 하얏트 리젠시 다운타운       | 제프 하디가 6인 몬스터즈 볼 매치에서 우승. 경기에 어비스, 앤드류 에버렛, A. R. 폭스, 트레버 리, 펜타곤 주니어도 참여 |
| 레슬콘 슈퍼쇼 (2017)               | 2017년 3월 31일 | 올랜도                | 윈덤 올랜도 리조트           | 더 하디 보이즈 (맷 하디와 제프 하디)가 더 루차 브로스 (펜타곤 주니어와 레이 피닉스)를 꺾다                           |
| 마크 히치콕 메모리얼 슈퍼쇼 (2018) | 2018년 4월 5일  | 뉴올리언스            | 더 슈가 밀                   | 골든☆러버스 (케니 오메가 & 코타 이부시)가 척 테일러 & 플립 고든을 꺾다                                               |
| 마크 히치콕 메모리얼 슈퍼쇼 (2019) | 2019년 4월 4일  | 뉴욕 시               | 힐튼 뉴욕 미드타운           | 윌 오스프레이가 반디도를 꺾다                                                                                        |
| 마크 히치콕 메모리얼 슈퍼쇼 (2020) | 2020년 4월 2일  | 탬파                  | 더 리츠                      | 코로나19 범유행으로 취소                                                                                             |
| 마크 히치콕 메모리얼 슈퍼쇼 (2022) | 2022년 3월 31일 | 댈러스                | 페어몬트 댈러스              | 더 브리스코 브라더스 (제이 브리스코와 마크 브리스코)가 더 로트와일러스 (호미사이드와 브랜던 실베스트리)를 꺾다       |
| 마크 히치콕 메모리얼 슈퍼쇼 (2023) | 2023년 3월 30일 | 로스앤젤레스          | 글로브 시어터                | 엘 이호 델 비킹고 (c)가 블랙 토러스와 코만더를 꺾고 AAA 메가 챔피언십 방어                                           |
| 마크 히치콕 메모리얼 슈퍼쇼 (2024) | 2024년 4월 4일  | 필라델피아            | 2300 아레나                  | 폴 월터 하우저가 새미 칼리한을 필리 스트리트 파이트에서 꺾다                                                         |
| 마크 히치콕 메모리얼 슈퍼쇼 (2025) | 2025년 4월 17일 | 패러다이스 (네바다주) | 팜스 카지노 리조트 펄 시어터 | TMDK (잭 세이버 주니어, 셰인 헤이스트와 배드 듀드 티토) 대 마이클 오쿠, 플립 고든과 헤치세로                         |

## 같이 보기
- 프로레슬링 컨벤션 목록